# Ralf Schneider (Fußballspieler, 1986)
Ralf Schneider (* 25. August 1986 in Langen, Hessen) ist ein deutscher Fußballspieler.

## Karriere
Mit knapp acht Jahren trat Ralf Schneider der Eintracht Frankfurt bei und hatte dort eine erfolgreiche Jugendzeit. Von der U17 bis zur U21 wurde er neben dem Verein auch in die jeweilige hessische Jugendauswahlmannschaft berufen. Nach der Jugend gehörte er vier Jahre der zweiten Mannschaft in der Hessenliga an, mit der ihm 2008 die Qualifikation für die Regionalliga gelang.
Dann wechselte er aber zum Stadtnachbarn FSV Frankfurt in dessen zweite Mannschaft, mit der er gleich im ersten Jahr von der Verbandsliga in die Hessenliga aufstieg, woran er mit 13 Treffern bei 27 Einsätzen großen Anteil hatte. Auch in der Saison danach war er wieder eine Stütze der Reserve, so dass er in der Winterpause auch für die erste Mannschaft ins Visier genommen wurde. Am 17. Januar 2010 gab er sein Profidebüt in der 2. Fußball-Bundesliga als Ersatz für einen gesperrten Spieler auf der linken Mittelfeldposition. Insgesamt kam er in der Rückrunde auf vier Zweitligaeinsätze, in der zweiten Mannschaft des FSV gelangen ihm in 22 Spielen acht Tore und der Gewinn der Meisterschaft in der Hessenliga. 2010/11 stand er erneut im Zweitligakader des FSV, kam aber in dieser Spielzeit zu keinen weiteren Einsätzen in der Profimannschaft. Mit der U-23 des FSV spielte Schneider zwei Jahre in der viertklassigen Regionalliga Süd.
Zur Saison 2012/13 schloss er sich dem West-Regionalligisten Rot-Weiß Oberhausen an. Nach drei Jahren verließ er die Kleeblätter wieder und wechselte zum Oberliga-Aufsteiger SC Hessen Dreieich. Im Sommer 2017 verließ er den Verein wieder.

## Titel / Erfolge
- Aufstieg in die Regionalliga 2008 mit Eintracht Frankfurt II
- Aufstieg in die Hessenliga 2009 mit FSV Frankfurt II
- Aufstieg in die Regionalliga 2010 mit FSV Frankfurt II